# جاتون سالیکا
جاتون سالیکا (به اسپانیایی: Jatun Sallica) یک کوه در پرو است که در Peru, Cusco Region, Puno Region واقع شده‌است. جاتون سالیکا ۵٬۲۰۰ متر بالاتر از سطح دریا واقع شده‌است.